# Xinmaji
Xinmaji (kinesiska: 新马集) är en köping i östra Kina. Den ligger i Jieshou i staden Fuyang i provinsen Anhui,  omkring 250 kilometer nordväst om provinshuvudstaden Hefei. Antalet invånare är 26388. Befolkningen består av 13 528 kvinnor och 12 860 män. Barn under 15 år utgör 22,0 %, vuxna 15-64 år 65 %, och äldre över 65 år 12,0 %.